# Alec Horsley
Alec Stewart Horsley (1er septembre 1902 - 11 juin 1993) était l'un des principaux hommes d'affaires de Hull, Quaker et partisan du mouvement pour la paix. Il était également le fondateur de Northern Foods.

## Biographie

### Vie personnelle et famille
Né à Ripley, dans le Derbyshire et ayant fait ses études au Worcester College d'Oxford, où il a lu l'EPI, Alec Horsley est entré puis a abandonné le service colonial. En 1932, il épousa Susan Howitt. Ils ont eu deux filles et trois fils, dont Nicholas Horsley, grand-père de Sebastian Horsley, Jason Horsley et Ashley Horsley. Au moment de sa mort, il avait 15 petits-enfants et 9 arrière-petits-enfants. Il aimait le sport et quand il était au Nigeria ; il a joué au tennis pour le pays et, quand il a cessé de jouer au tennis, il a commencé le golf. Il était un grand ami du biologiste John Boyd Orr.

### Carrière
En 1932, il rejoint l'entreprise de lait concentré de son père, Pape and Co. Ltd., une petite entreprise basée à Hull qui importe du lait concentré néerlandais pour la vente en gros. Il a créé une petite usine de lait condensé à Holme-on-Spalding-Moor en 1937 et l'a agrandie pour créer Northern Dairy (rebaptisé plus tard Northern Foods), l'un des plus grands fabricants de produits alimentaires du Royaume-Uni.
Il a rejoint le Common Wealth Party de Sir Richard Acland dans les années 40, a participé au Comité des 100 et a été membre à vie de la Society of Friends. En 1943, il a fondé la branche de Hull de la Fabian Society et a été conseiller municipal au conseil de Hull de 1945 à 1949 et shérif de Kingston upon Hull en 1953. Il a été réformateur de prison et membre fondateur du CND, ce qui l'a amené à soutenir le Département des études sur la paix de l'université de Bradford et a été nommé membre honoraire du Worcester College d'Oxford sous la direction d'Asa Briggs, qui a également écrit sa nécrologie.

### Fin de vie
En 1982, il a reçu un doctorat honorifique en sciences de l'université de Hull. Il a pris sa retraite en tant que président de Northern Foods en 1987, mais est resté président à vie jusqu'à sa mort à Hessle en 1993.